# Kilt

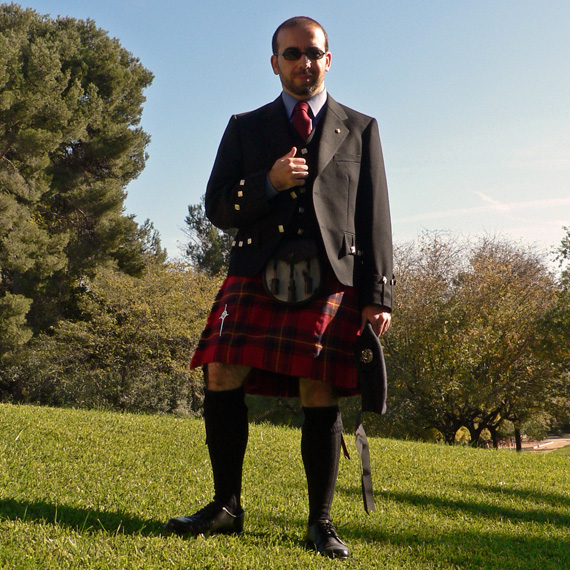
Costumație specific scoțiană: kilt, sporran și jacheta Argyll.

Kiltul este un articol de îmbrăcăminte specific scoțian. Este format dintr-o fustă, dar are particularitatea de a fi purtată de bărbați. Este folosită în prezent doar la mari ocazii cum sunt nunțile sau alte evenimente tradiționale scoțiene etc. Culoarea kiltului diferă între diferitele clanuri provenite din regiunea Scoției. Designul particular al fiecărei țesături în carouri (corespunzător fiecărui clan) se numește tartan.